# Sakura Ando
Sakura Ando (tiếng nhật: 安藤 サクラ, Andō Sakura, sinh ngày 18 tháng 2 năm 1986) là một nữ diễn viên người Nhật Bản.

## Sự nghiệp
Năm 2008 với vai diễn Koike trong bộ phim điện ảnh Love Exposure (2008) đã giúp Ando Sakura gây được chú ý. Bộ phim giúp cô giành được giải thưởng Nữ diễn viên phụ xuất sắc nhất tại Liên hoan phim Yokohama lần thứ 31. Sau Love Exposure, Sakura Ando dần dần khẳng định vị thế của mình qua các phim điện ảnh khác như Our Homeland (2012), 100 Yen Love (2014), ... Năm 2015, các vai chính trong 0.5 mm và Hyaku yen no Koi đã mang về cho cô vô số các giải thưởng điện ảnh tại Nhật, trong đó có giải Nữ diễn viên chính xuất sắc nhất tại Giải Hàn lâm Nhật Bản với bộ phim Hyaku yen no Koi.
Năm 2018 cô nhận được nhiều đánh giá tích cực nhờ vai diễn Nobuyo Shibata trong bộ phim điện ảnh đoạt Cành cọ vàng Shoplifters của đạo diễn Kore-eda Hirokazu.

### Phim điện ảnh
| Năm  | Phim                                 | Nhân vật        | Đạo diễn             |
| ---- | ------------------------------------ | --------------- | -------------------- |
| 2006 | A Long Walk                          | Waitress        | Eiji Okuda           |
| 2007 | Out of the Wind                      | Mariko Iwata    | Eiji Okuda           |
| 2008 | Love Exposure                        | Koike           | Sion Sono            |
| 2008 | Ain't No Tomorrows                   | Chizu           | Yuki Tanada          |
| 2009 | The Wonderful World of Captain Kuhio | Rika            | Daihachi Yoshida     |
| 2009 | Crime or Punishment?!?               | Momo Mimikawa   | Keralino Sandorovich |
| 2010 | Sweet Little Lies                    | Miyako          | Hitoshi Yazaki       |
| 2010 | A Crowd of Three                     | Kayo            | Tatsushi Ōmori       |
| 2012 | Our Homeland                         | Rie             | Yang Yong-hi         |
| 2012 | For Love's Sake                      | Gamuko          | Takashi Miike        |
| 2012 | The Samurai That Night               | Mika            | Masaaki Akahori      |
| 2013 | Petal Dance                          | Motoko          | Hiroshi Ishikawa     |
| 2013 | Yellow Elephant                      | Kan'yu (voice)  | Ryūichi Hiroki       |
| 2014 | Homeland                             | Misa            | Nao Kubota           |
| 2014 | Her Granddaughter                    | Misaki Akimoto  | Ryūichi Hiroki       |
| 2014 | 0.5 mm                               | Sawa Yamagishi  | Momoko Ando          |
| 2014 | 100 Yen Love                         | Ichiko Saito    | Masaharu Take        |
| 2015 | Asleep                               | Terako          | Shingo Wakagi        |
| 2016 | Dias Police: Dirty Yellow Boys       | Yumeko          | Kazuyoshi Kumakiri   |
| 2017 | Reminiscences                        | Ryōko Nishina   | Yasuo Furuhata       |
| 2017 | Tornado Girl                         | Yū Mikami       | Hitoshi Ōne          |
| 2017 | Sound of Waves                       | Yūko            | Kaze Shindō          |
| 2017 | Destiny: The Tale of Kamakura        | The Grim Reaper | Takashi Yamazaki     |
| 2018 | Shoplifters                          | Nobuyo Shibata  | Hirokazu Kore-eda    |
| 2021 | The Great Yokai War: Guardians       | Kokakuchō       | Takashi Miike        |
| 2022 | A Man                                | Rie Taniguchi   | Kei Ishikawa         |
| 2023 | Godzilla Minus One                   | Sumiko Ota      | Takashi Yamazaki     |

### Phim truyền hình
| Năm     | Tên phim                          | Nhân vật            | Kênh phát sóng |
| ------- | --------------------------------- | ------------------- | -------------- |
| 2011    | Still, Life Goes On               |                     | Fuji TV        |
| 2011    | Ohisama                           | Mitsu Miyamoto      | NHK            |
| 2012    | Penance                           |                     | Wowow          |
| 2016    | Mamagoto                          | Hideko Onji         | NHK            |
| 2018    | Magical × Heroine Magimajo Pures! | Mokonyan (voice)    | TV Tokyo       |
| 2018–19 | Manpuku                           | Fukuko Tachibana    | NHK            |
| 2019    | Mango no Ki no Shita de           | Misaki Tamiya       | NHK            |
| 2019    | Idaten                            | Masae Kasai         | NHK            |
| 2019    | Natsuzora                         | An anime's narrator | NHK            |
| 2021    | Ryūkō Kanbō                       | Haruko              | NHK            |

## Giải thưởng
| năm  | Giải thưởng                                        | Hạng mục                         | Phim                                          | Kết quả   |
| 2010 | Liên hoan phim Yokohama lần thứ 31                 | Nữ diễn viên phụ xuất sắc nhất   | Love Exposure                                 | Đoạt giải |
| 2010 | Giải thưởng Điện ảnh châu Á lần thứ 4              | Nữ diễn viên phụ xuất sắc nhất   | A Crowd of Three                              | Đề cử     |
| 2011 | Giải thưởng Kinema Junpo lần thứ 84                | Nữ diễn viên phụ xuất sắc nhất   | A Crowd of Three                              | Đoạt giải |
| 2012 | Giải thưởng điện ảnh Hochi lần thứ 37              | Nữ diễn viên phụ xuất sắc nhất   | For Love's Sake, The Samurai That Night       | Đoạt giải |
| 2012 | Liên hoan phim Yokohama lần thứ 34                 | Nữ diễn viên phụ xuất sắc nhất   | For Love's Sake, The Samurai That Night       | Đoạt giải |
| 2013 | Giải thưởng Kinema Junpo lần thứ 86                | Nữ diễn viên phụ xuất sắc nhất   | For Love's Sake, The Samurai That Night, etc. | Đoạt giải |
| 2013 | Giải thưởng Kinema Junpo lần thứ 86                | Nữ diễn viên chính xuất sắc nhất | Our Homeland                                  | Đoạt giải |
| 2013 | Giải thưởng Blue Ribbon lần thứ 55                 | Nữ diễn viên chính xuất sắc nhất | Our Homeland                                  | Đoạt giải |
| 2013 | Giải thưởng phê bình phim Nhật Bản lần thứ 22      | Nữ diễn viên chính xuất sắc nhất | Our Homeland                                  | Đoạt giải |
| 2013 | Giải thưởng phim Mainichi lần thứ 67               | Nữ diễn viên phụ xuất sắc nhất   | For Love's Sake                               | Đoạt giải |
| 2015 | Giải Viện Hàn lâm Nhật Bản lần thứ 38              | Nữ diễn viên chính xuất sắc nhất | 0.5 mm                                        | Đề cử     |
| 2015 | Giải thưởng Blue Ribbon lần thứ 57                 | Nữ diễn viên chính xuất sắc nhất | 0.5 mm, 100 Yen Love                          | Đoạt giải |
| 2015 | Giải thưởng phê bình phim Nhật Bản lần thứ 24      | Nữ diễn viên chính xuất sắc nhất | 0.5 mm, 100 Yen Love                          | Đoạt giải |
| 2015 | Giải thưởng Kinema Junpo lần thứ 88                | Nữ diễn viên chính xuất sắc nhất | 100 Yen Love                                  | Đoạt giải |
| 2015 | Giải thưởng điện ảnh Mainichi lần thứ 69           | Nữ diễn viên chính xuất sắc nhất | 0.5 mm                                        | Đoạt giải |
| 2016 | Giải Viện Hàn lâm Nhật Bản lần thứ 39              | Nữ diễn viên chính xuất sắc nhất | 100 Yen Love                                  | Đoạt giải |
| 2018 | Giải thưởng Phim điện ảnh Tokyo Sports lần thứ 27  | Nữ diễn viên phụ xuất sắc nhất   | Reminiscence                                  | Đề cử     |
| 2018 | Giải thưởng điện ảnh Hochi lần thứ 43              | Nữ diễn viên chính xuất sắc nhất | Shoplifters                                   | Đề cử     |
| 2018 | Giải thưởng Phim điện ảnh Nikkan Sports lần thứ 31 | Nữ diễn viên chính xuất sắc nhất | Shoplifters                                   | Đoạt giải |
| 2018 | Giải thưởng Phim điện ảnh Nikkan Sports lần thứ 31 | Nữ diễn viên phụ xuất sắc nhất   | Destiny: The Tale of Kamakura                 | Đề cử     |
| 2018 | Giải thưởng Hội phê bình phim Florida lần thứ 23   | Nữ diễn viên phụ xuất sắc nhất   | Shoplifters                                   | Đoạt giải |
| 2019 | Liên hoan phim Yokohama lần thứ 40                 | Nữ diễn viên chính xuất sắc nhất | Shoplifters                                   | Đoạt giải |
| 2019 | Giải thưởng điện ảnh Mainichi lần thứ 73           | Nữ diễn viên chính xuất sắc nhất | Shoplifters                                   | Đoạt giải |
| 2019 | Giải thưởng điện ảnh Mainichi lần thứ 73           | Kinuyo Tanaka Award              | Bản thân cô                                   | Đề cử     |
| 2019 | Giải thưởng Blue Ribbon lần thứ 61                 | Nữ diễn viên chính xuất sắc nhất | Shoplifters                                   | Đề cử     |
| 2019 | Giải thưởng Phim điện ảnh Tokyo Sports lần thứ 28  | Nữ diễn viên chính xuất sắc nhất | Shoplifters                                   | Đoạt giải |
| 2019 | Giải thưởng Kinema Junpo lần thứ 92                | Nữ diễn viên chính xuất sắc nhất | Shoplifters                                   | Đoạt giải |
| 2019 | Giải Viện Hàn lâm Nhật Bản lần thứ 42              | Nữ diễn viên chính xuất sắc nhất | Shoplifters                                   | Đoạt giải |
| 2019 | Giải thưởng Điện ảnh châu Á lần thứ 13             | Nữ diễn viên chính xuất sắc nhất | Shoplifters                                   | Đề cử     |